# Чэнь Симань, Симон
Симон Чэнь Симань (кит.  陳西滿, 1855 г., Аньян, провинция Хэбэй, Китай — 09.07.1900 г., Тайюань, провинция Хэбэй, Китай) — святой Римско-Католической Церкви, мученица.

## Биография
Симон Чэнь Симань родился в 1885 году в католической семье в деревне Аньян. Его родители Иосиф Чэнь и Антония Ли долгие годы работали при местной католической церкви. В юношеском возрасте Симон Чэнь Симань поступил в духовную семинарию, которая находилась в Тайюане, но из-за плохого здоровья он был вынужден оставить обучение. Позднее Симон Чэнь Симань принёс личный обет целомудрия и служения Католической Церкви и последующие годы он помогал епископу Франциску Фоголле в его пастырской деятельности.
В 1898 году Симон Чэнь Симань вместе с епископом Франциском Фоголлой и четырьмя китайскими семинаристами совершил путешествие по Европе. Вскоре после их возвращения в Китай, там в 1899 году началось ихэтуаньское восстание боксёров, во время которого со стороны повстанцев стали жестоко преследоваться христиане. Симон Чэнь Симань был арестован по приказу губернатора Шаньси Юй Сяня вместе с епископами Франциском Фоголлой и Григорием Марией Грасси. Среди арестованных также были три священника, семь монахинь, десять мирян.
9 июля 1900 года Симон Чэнь Симань был казнён в Тайюане вместе с другими двадцатью шестью верующими.

## Прославление
Симон Чэнь Симань была беатифицирован 24 ноября 1946 года Римским Папой Пием XII и канонизирован 1 октября 2000 года Римским Папой Иоанном Павлом II вместе с группой 120 китайских мучеников.
День памяти в Католической Церкви — 9 июля.

## Источник
- George G. Christian OP, Augustine Zhao Rong and Companions, Martyrs of China, 2005, стр. 37 (недоступная ссылка)  (англ.)